# Nappanee
Nappanee ist eine US-amerikanische City im Elkhart County im Norden von Indiana. Der Ort reicht mit seinen Stadtteilen bis in das Kosciusko County hinein.

## Beschreibung
Der Name ist aus den Algonkin-Sprachen entlehnt und bedeutet vermutlich „Mehl“. Die Stadt hatte 6710 Einwohner im Jahr 2000. Im Jahr 2000 befanden sich dort 2521 Haushalte mit insgesamt 1792 Familien. Die meisten Bewohner (mehr als 95 %) werden zu der weißen Bevölkerungsgruppe gezählt. Von den restlichen statistisch erfassten Bevölkerungsgruppen kommt keine über 0,3 %.

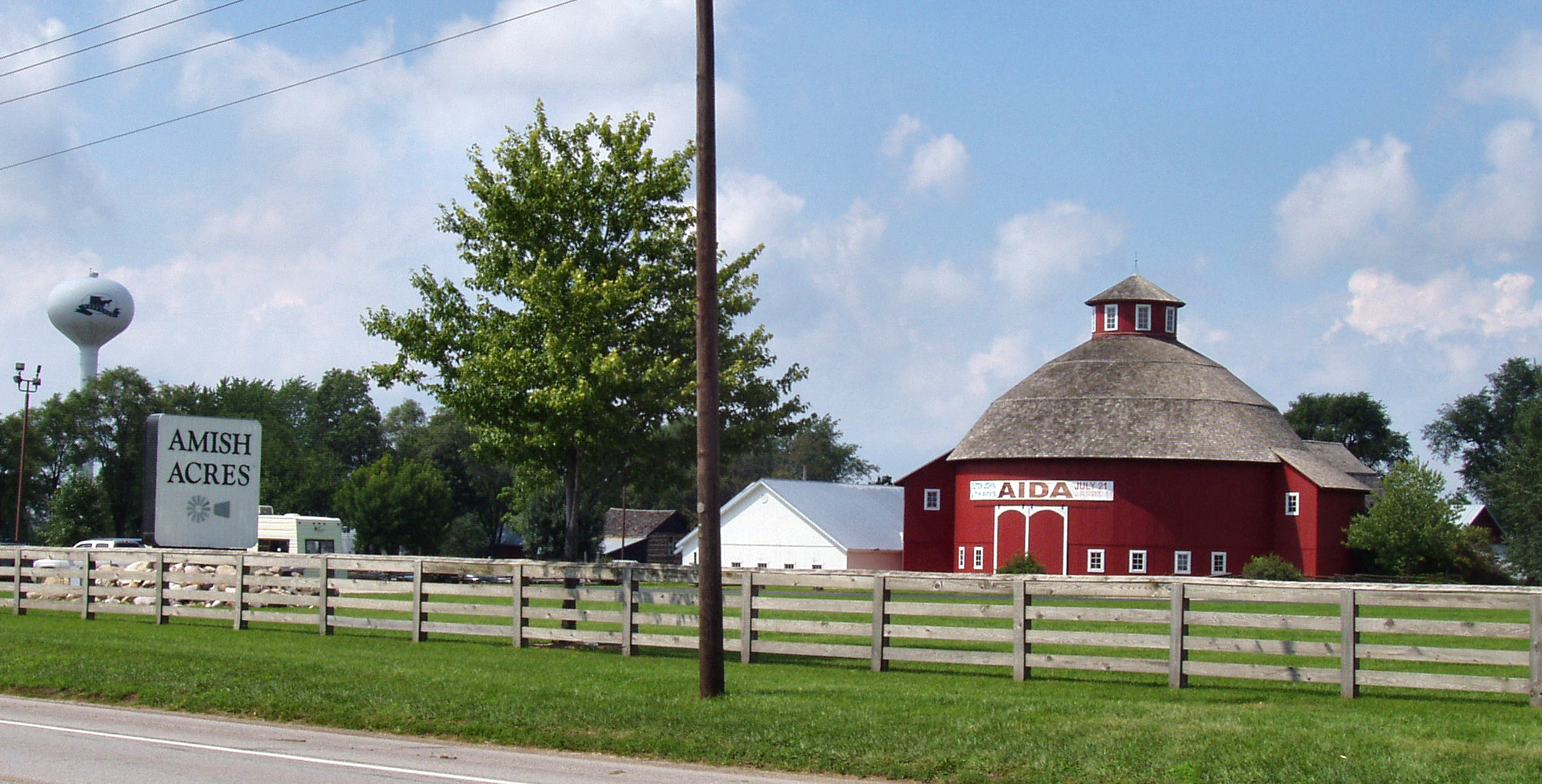
Die „Amish Acres“

Auf den Farmen um die Stadt leben viele Amische. Für Touristen wurde ein Park „Amish Acres“ eingerichtet, so dass sie die Lebensweise der Amischen erfahren können. Dort finden zwei regelmäßige Festivals statt: The Arts & Crafts Festival (Kunst und Handwerk der Amischen) und das Apfel-Fest.
In Nappanee befindet sich Wohnmobil-Industrie.

## Söhne und Töchter der Stadt
- David Crane (* 1955), ein bekannter Videospiele-Entwickler und Programmierer, wurde 1955 in Nappanee geboren.

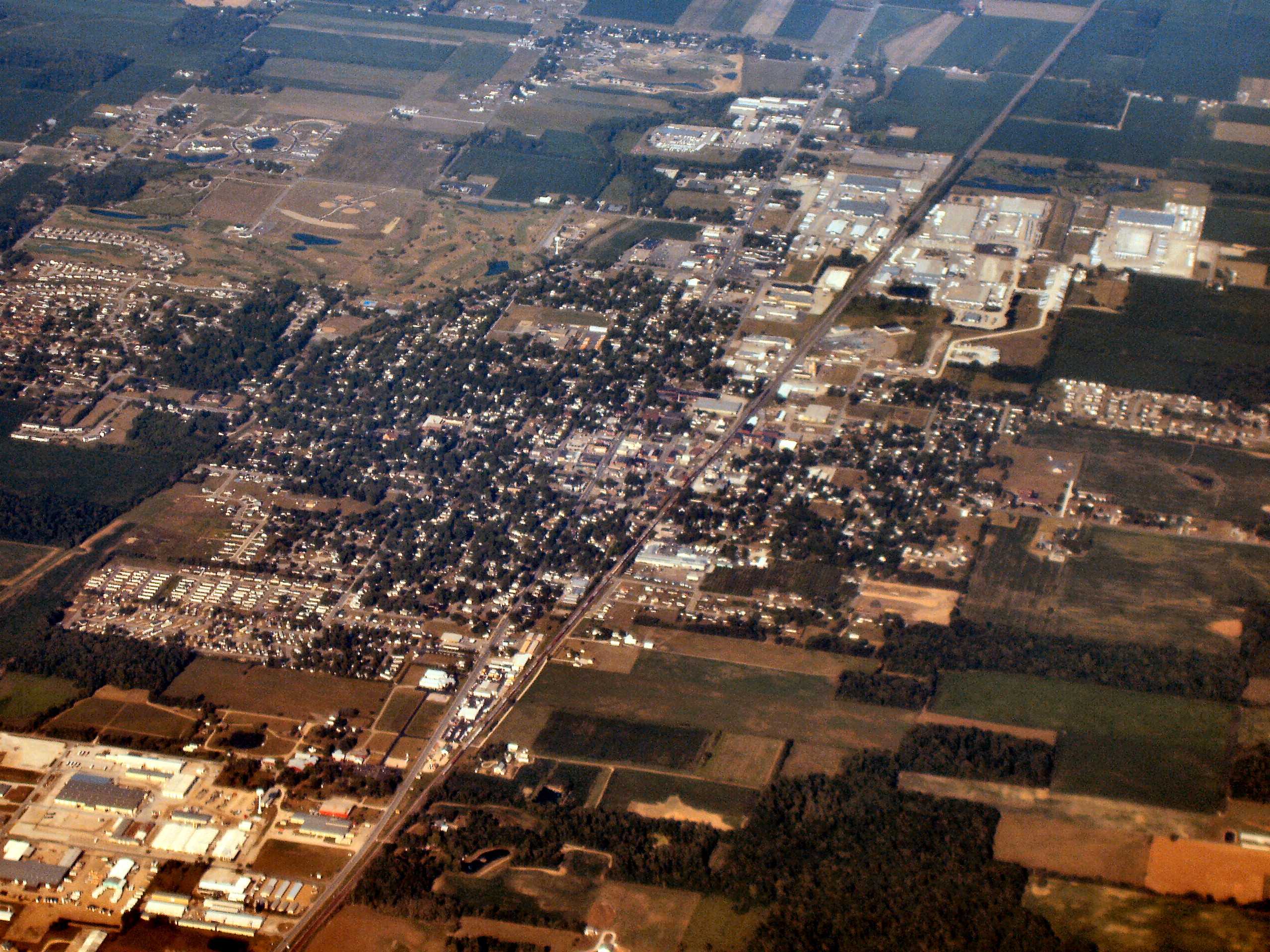
Nappanee in der Vogelperspektive
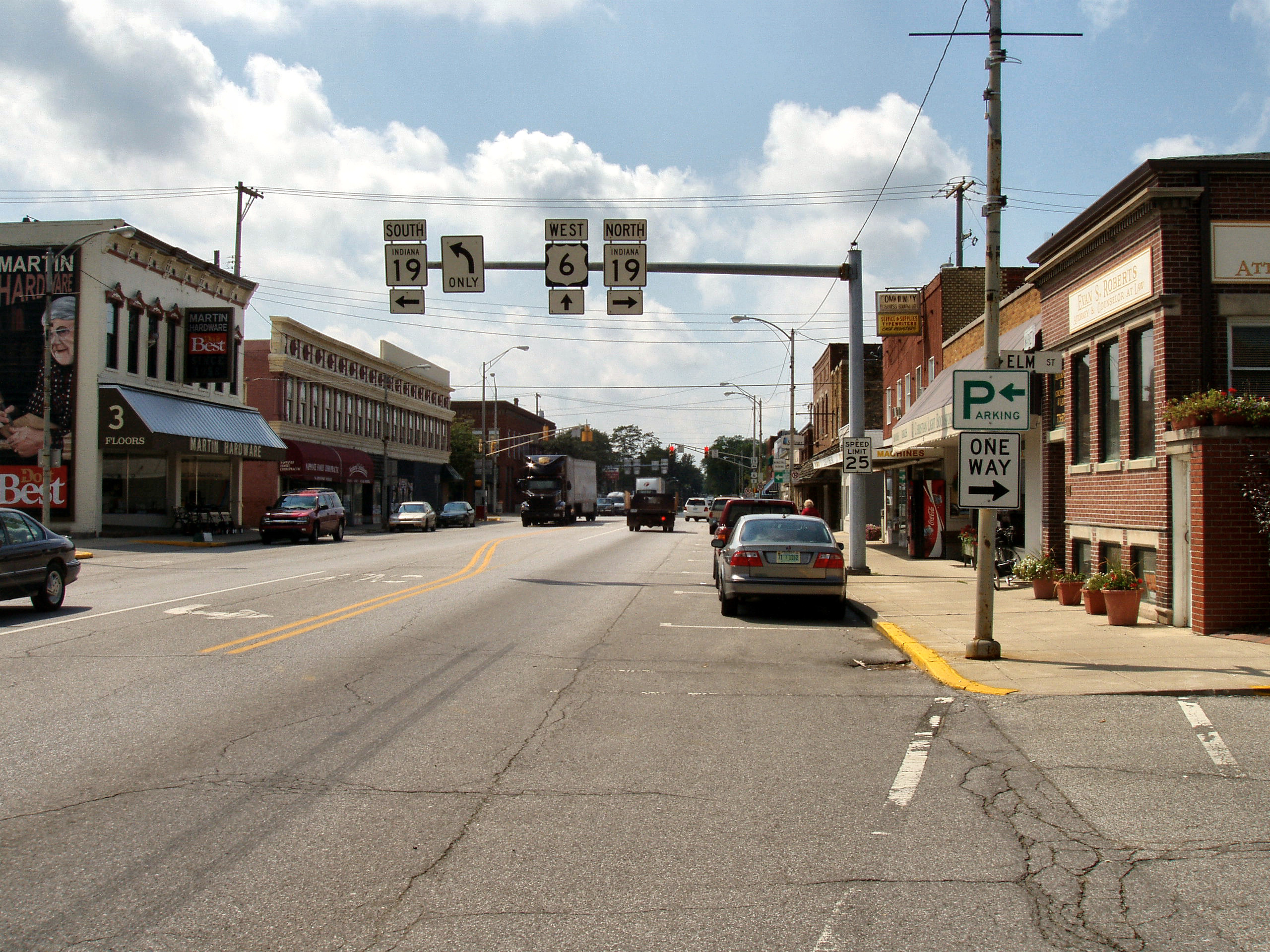
Stadtkern